# Kristine Roug
Kristine Roug (Hørsholm, 12 de março de 1975) é uma velejadora dinamarquesa, campeã olímpica. Ela competiu nos Jogos Olímpicos de Verão de 1996 na classe Europe e conquistou a medalha de ouro, tendo vencido três das onze regatas disputadas.
Ela rapidamente demonstrou extraordinário potencial de desenvolvimento neste barco e venceu várias regatas, de modo que a associação dinamarquesa considerou temporariamente sua participação nas Olimpíadas de 1992. Com a medalha de ouro olímpica em 1996, Kristine Roug alcançou vários recordes dinamarqueses notáveis: a primeira mulher dinamarquesa a ganhar ouro na vela; a primeira mulher dinamarquesa a conseguir o ouro olímpico nos últimos 48 anos; e a dinamarquesa mais jovem a se consagrar campeã olímpica.
Posteriormente, Kristine Roug não conseguiu atender às altas expectativas. Ela terminou o Campeonato Mundial de 1997 em segundo lugar e o Campeonato Mundial de 1998 em terceiro lugar. Em 2000, ela venceu novamente o Campeonato Mundial e encerrou sua carreira internacional após um décimo lugar nos Jogos Olímpicos de Verão de 2000. Ela então transmitiu sua experiência na vela como treinadora. Ela também ministra cursos relacionados à vela no Instituto de Esportes (Institut for Idræt) da Universidade de Copenhague.